# 차르 캐넌

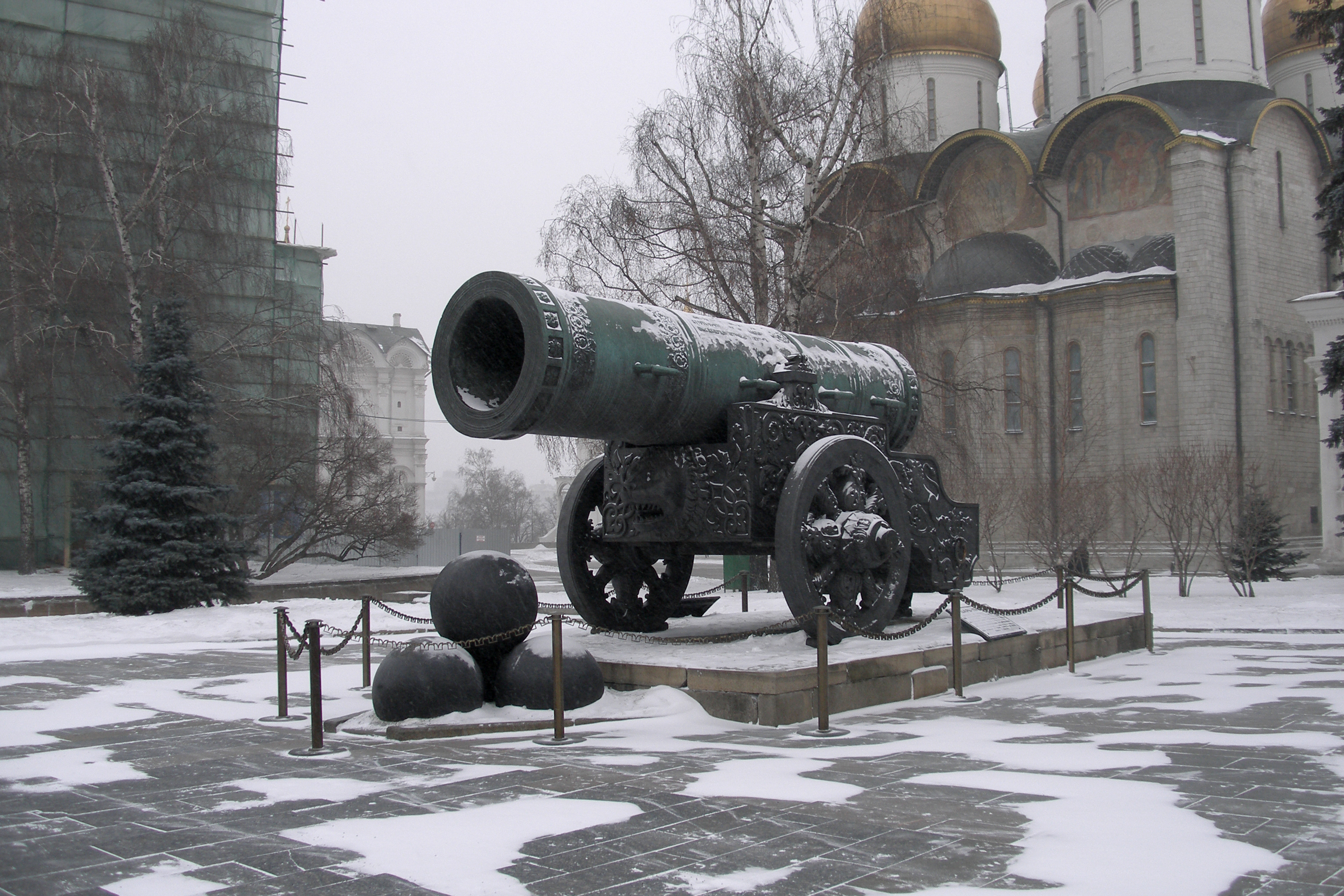

차르 캐넌(러시아어: Царь-пушка 차리-푸시카[*]→황제 대포)은 러시아 모스크바 크렘린에 전시되어 있는 전장 5.94 미터의 캐넌이다. 이 대포는 1586년 모스크바에서 청동 주물 장인 안드레이 체호프가 만들었다. 《기네스북》에 의하면, 이 대포는 구경이 가장 큰 사석포이다. 그렇지만 정작 전쟁에 사용된 적은 한 번도 없으며, 현재 크렘린의 주요 관광 포인트로 사용되고 있다. 그렇다고 해서 아예 사용하지 않은 것은 아니며, 조사 결과 포 내부에서 탄약 찌꺼기가 발견되어 적어도 성능검사 용도로 한 번 정도는 발사했다는 것이 드러났다.
나폴레옹 보나파르트가 러시아에 침공했을 당시 차르 캐넌을 방어용으로 사용하자는 의견이 제시되긴 했으나 발사를 하기 위해 탄환을 장전하는 것부터 매우 어려운 문제였으며, 발사 후 발생하는 엄청난 후폭풍과 충격을 감당하는 게 불가능해서 실전 배치에 실패했다.

## 같이 보기
- 차르 봄바
- 차르의 종